# مارشیمون آبراهام
مار شیمون هفدهم. آبراهام (همچنین سیمون هفدهم. آبراهام یا آبراهام) (-۱۸۶۰ قوچانس، کلیسای مار شلیطا) از ۱۸۲۰ تا ۱۸۶۰ بطریق کلیسای شرق آشوری بود. در همین مدت بود که بدرخان پاشا با کمک نورالله بیگ دست به کشتار آشوریان زدند. شیمون از ۱۹۴۷ تا ۱۹۴۹ در ارومیه اقامت داشت.
| پیشین: مارشیمون یوهنان | بطریق کلیسای شرق آشوری ۱۸۲۰–۱۸۶۰ | پسین: مارشیمون روبیل |